# Phymatodes zemlinae
Phymatodes zemlinae (лат.) — вид жуков подсемейства настоящих усачей (Cerambycinae) семейства усачей (Cerambycidae).
Взрослый жук длиной 5—8 мм; характеризуется отсутствием гладких мозолей на переднеспинки, красной окраской тела и синеватым металлическим отливом на надкрыльях. Личинка старшего возраста длиной до 10 мм, шириной головы до 1,1 мм. Куколка длиной 5-8 мм, с шириной брюшка 1,8-2,1 мм.

## Распространение
Распространён в Уссурийско-Приморском регионе.

## Описание

### Имаго
Голова в глубокой плотной пунктировке, между усиками с широкой продольной бороздкой. Глаза сильно выпуклые, в довольно крупной фасетке, с широкой глубокой каёмкой. Усики значительно короче тела, вершиной едва достигают заднего края второй трети надкрылий у самца и чуть заходят за их середину у самки; усики в прилегающих рыжеватых волосках, с первого по восьмой членики с длинными приподнятыми ресничками; пятый членик усиков короче третьего, равен четвёртому.
Переднеспинка выпуклая, на боках равномерно закруглённая, около основания с узкой поперечной бороздкой, в равной глубокой плотной пунктировке, в коротких рыжеватых неприлегающих волосках, без гладких мозолей. Щиток широкий, в длину незначительно больше своей ширины на основании, в задней части узко- или широкозакруглённая, в глубокой плотной пунктировке. Надкрылья параллельносторонняя, достаточно выпуклые, на вершине закруглённые, в густой пунктировке, которая образует более или менее выраженную поперечную морщинистость, в коротких прилегающих волосках. Задние бёдра с вытянутой булавой. Первый членик задней лапки чуть длиннее второго и третьего вместе взятых.